# Saah Moses Jr.
Saah Moses Jr. (Monrovia, 10 luglio 2007) è un calciatore liberiano, centrocampista dell'Hammarby TFF.

## Carriera

### Club
Moses è cresciuto nel settore giovanile del Discoveries, che lo ha promosso in prima squadra nel 2022. Nel dicembre del 2023 l'Hammarby ha raggiunto un accordo con il club liberiano per l'acquisto del giocatore a partire dal 2024.

### Nazionale
Nel 2022 ha giocato con la Liberia Under-17. Il 14 ottobre 2023 ha debuttato con la nazionale liberiana nell'incontro amichevole perso 3-2 contro la Libia.

## Statistiche

### Cronologia presenze e reti in nazionale
| Cronologia completa delle presenze e delle reti in nazionale ― Liberia | Cronologia completa delle presenze e delle reti in nazionale ― Liberia | Cronologia completa delle presenze e delle reti in nazionale ― Liberia | Cronologia completa delle presenze e delle reti in nazionale ― Liberia | Cronologia completa delle presenze e delle reti in nazionale ― Liberia | Cronologia completa delle presenze e delle reti in nazionale ― Liberia | Cronologia completa delle presenze e delle reti in nazionale ― Liberia | Cronologia completa delle presenze e delle reti in nazionale ― Liberia |
| Data                                                                   | Città                                                                  | In casa                                                                | Risultato                                                              | Ospiti                                                                 | Competizione                                                           | Reti                                                                   | Note                                                                   |
| ---------------------------------------------------------------------- | ---------------------------------------------------------------------- | ---------------------------------------------------------------------- | ---------------------------------------------------------------------- | ---------------------------------------------------------------------- | ---------------------------------------------------------------------- | ---------------------------------------------------------------------- | ---------------------------------------------------------------------- |
| 14-10-2023                                                             | Khouribga                                                              | Liberia                                                                | 2 – 3                                                                  | Libia                                                                  | Amichevole                                                             | -                                                                      | 76’                                                                    |
| 17-10-2023                                                             | Agadir                                                                 | Marocco                                                                | 3 – 0                                                                  | Liberia                                                                | Qual. Coppa d'Africa 2023                                              | -                                                                      | 88’                                                                    |
| Totale                                                                 |                                                                        | Presenze                                                               | 2                                                                      |                                                                        | Reti                                                                   | 0                                                                      |                                                                        |